# Fischbrötchen

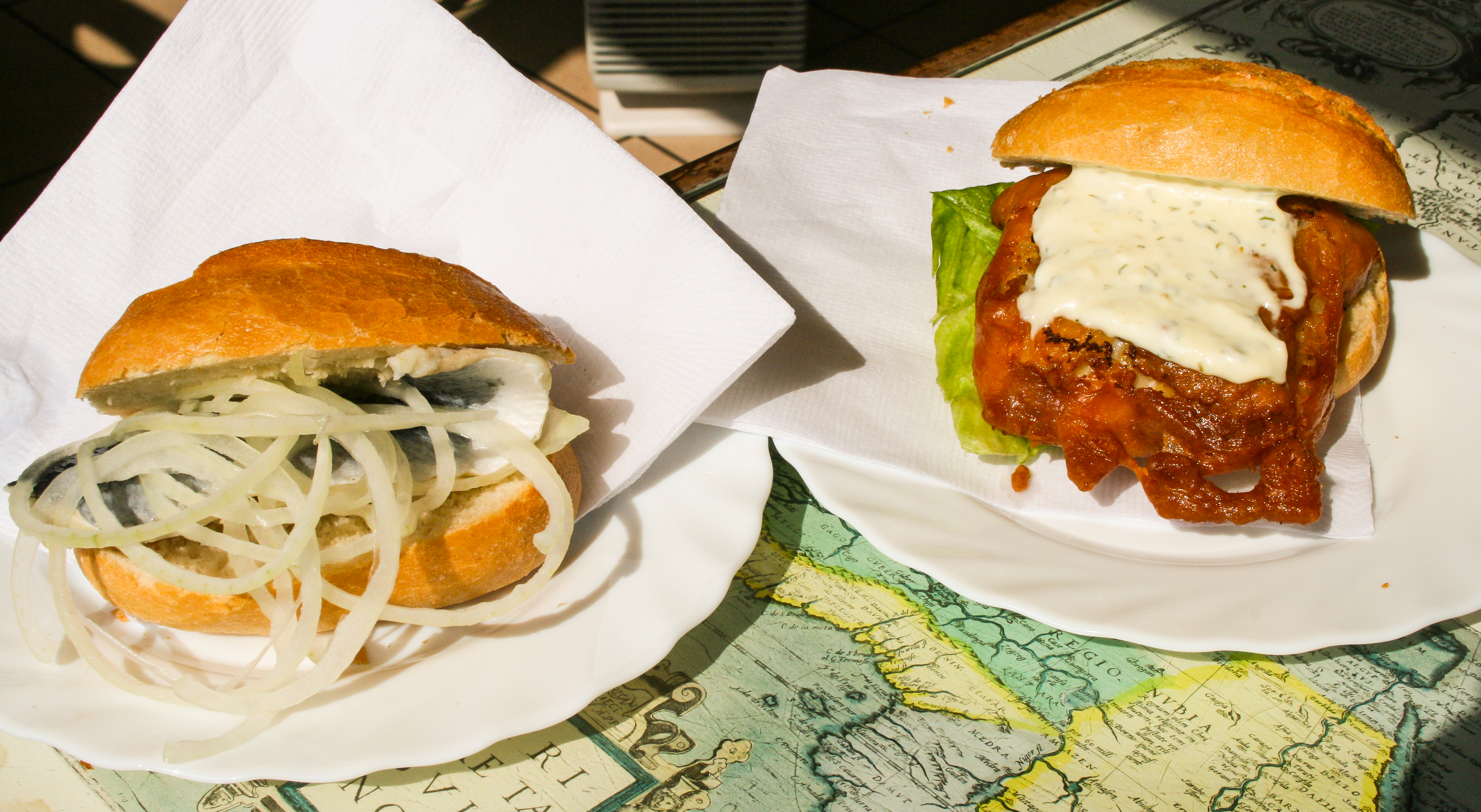
Fischbrötchen, roladki rybne

Fischbrötchen (niem. „bułka z rybą”) – rodzaj kanapki (sandwicza), jedno z typowych dań niemieckich zaliczanych do tzw. fast foodów. 
Jest to bułka z rybą i cebulą, niekiedy z dodatkiem remulady i ogórka kiszonego. Powszechny artykuł konsumpcyjny na północy Niemiec (ze względu na bliskość Morza Północnego i Morza Bałtyckiego), często serwowany w kioskach szybkiej obsługi (Imbissstand). W Bawarii znana jako Fischsemmel. 
W rozkrojonej bułce najczęściej wypełniana śledziem, ale także w odmianach ze szprotem, łososiem, makrelą lub innymi rybami. 